# Passion Sisters
Passion Sisters是台灣中華職棒中信兄弟及台灣職業籃球大聯盟新北中信特攻專屬啦啦隊，成員規模目前35人。

## 經歷
Passion Sisters以「熱情、陽光、積極、正面」為首要目標，在球場上除了全力為球隊加油之外，也希望可以將熱情的精神，帶給更多球迷，注入更多正面的力量。更希望為棒壇付出一些心力。而，在YouTube影音平台方面，是中華職棒唯一一隊擁有兩個官方頻道的專屬啦啦隊。
2015年3月發行第一張單曲《蹦蹦跳》，成為中華職棒首支發行單曲的啦啦隊。2016年擴編為12人，假日主場比賽為全員出席，非假日主場則安排「先發八人名單」，並積極行銷團體，發行周邊如月曆、人氣王資料夾、悠遊卡貼、直屬學姊學妹可簽名球及毛巾等。並在粉絲專頁舉行人氣王與新人王票選，選出峮峮、短今為新人王，壯壯、皮皮、貴貴為人氣王。
2016年底球團宣布舉辦成軍以來首次公開徵選，第一階段先公布包括前義大犀牛啦啦隊Rhino Angels成員Peggy、前統一7-ELEVEn獅勝利女神白白等34人名單，由網友先舉行人氣投票，前17名將參與隔年2月4日的決選，最後Peggy、白白等6位新成員皆順利入團。
2017年球季人數擴編到16人至今，並請來前Lamigirls舞蹈老師Suli擔任專任編舞總監。
2021年春訓記者會首度公開自成軍以來便訂下的隊規。2021年11月6日，正式成為中華職棒五支球團中第二支「棒籃雙棲」的啦啦隊（第一支為Fubon Angels）。
同年發行成軍8年以來首次專屬女孩卡，歷經一整年的規劃製作，於2021年11月19日全台直營，經銷通路開賣。2021年球季，因2019冠状病毒病疫情並未發行單曲，中斷自2015年起連六年發表團隊年度單曲的紀錄。2022年起成員白白為新北中信特攻舞蹈應援總監。
2024年韓國的啦啦隊員邊荷律、李丹妃宣布加入Passion Sisters，是Passion Sisters史上有韓國啦啦隊成員的首例。
2025年3月17日舉行全新陣容發佈會，除了去年成員全員續留外，2024年7位預備成員-牛奶、芊芊、衣宸、瑄、莎莎、維尼和璇璇也全數升格轉正，今年更加入首位日籍成員菊池桃子。6月12日，Passion Sisters獲選TPBL2024-25賽季年度啦啦隊。7月24日中華職棒下半季，Passion Sisters再度宣布加入兩位韓籍啦啦隊新成員分別是金渡兒跟JJUBI，隨著兩位新成員的加盟Passion Sisters總人數持續刷新中職紀錄。

## 成員

### 管理團隊
| 職稱              | 藝名本名英文      | 備註 |
| 舞台總監 舞蹈總監 | 白白陳蔓華White   | 2025年起擔任中信兄弟舞蹈總監。2022年起擔任新北中信特攻舞台總監。有「護童女神」之稱。曾任玖壹壹舞者，在台中開設舞蹈教室。2015年擔任統一7-ELEVEn獅勝利女神。                                                                       |
| 隊長              | 妮可楊昀蓁Nicole  | 2025年起擔任隊長。2024年擔任副隊長。2023年世界棒球經典賽經典女孩成員。前統一7-ELEVEn獅啦啦隊Uni Girls成員(2017－2020年)、隊長(2020年)。前台灣啤酒啦啦隊成員。2024年世界棒球12強賽啦啦隊CT AMAZE成員。                            |
| 副隊長            | 曼容高曼容Manjung | 2025年起擔任副隊長。第九屆台灣小姐選美冠軍，並多次代表台灣參加選美比賽。前女團選秀節目《菱格世代DD52》雪鑽石成員。前新竹街口攻城獅啦啦隊慕獅女孩成員(2021－2023年)、隊長(2021－2023年)。2024年世界棒球12強賽啦啦隊CT AMAZE成員。 |

### 目前成員
| 入隊年 | 藝名本名英文       | 出生年月日 | 身高 | 星座   | 專屬背號 | 背號意義                                                                                          | 介紹 |
| 2014   | 貴貴劉貴華 Sammy   | 1991/10/05 | 169  | 天秤座 | 14       | 進入啦啦隊第一位喜歡球員為14號王勝偉，想秉持著初心，所以選14為背號。                              | 1.PS長青樹。2.2023年世界棒球經典賽經典女孩成員。3.入隊前即屬於宏將多利安旗下成員。 |
| 2014   | 凱蒂謝珍永Katy     | 1988/07/03 | 169  | 巨蟹座 | 73       | 7月3號出生，所以選73為背號，並希望拿下三連霸。                                                    | 1.PS浮誇甜心。2.2014年加入，2015年開季前離隊，2017年再次加入。3.前La New熊啦啦隊La New Girls成員(2008年)。4.前Lamigo桃猿啦啦隊LamiGirls成員(2012年)。5.2013年戲說台灣演出部分單元劇。6.2013年第七屆中華民國小姐選拔榮獲第五名。7.2015年世界棒球12強賽球僮。 8.女團選秀節目炸裂吧！女孩紫隊（Purpiebomb）成員。                                                            |
| 2016   | 峮峮吳函峮Qun      | 1990/04/19 | 160  | 牡羊座 | 77       | 原想選04，球員背號不能為0開頭，而選峮峮諧音相近77為背號。                                         | 1.PS扛壩子。2.2016年PS人氣王票選與短今同時獲選為「新人王」。3.2017年應跳陳子豪應援曲之炸裂舞，因而在網路上爆紅而廣為人知。3.赴東京拍攝漫畫封面人物登上雜誌封面，獲得「台灣第一啦啦隊美少女」讚譽。4.2023年世界棒球經典賽經典女孩成員。5.為Passion Sisters隊史第一位及中華職棒史上第二位入圍中華民國金鐘獎的現役啦啦隊員。6.2026年世界棒球經典賽資格賽啦啦隊CT AMAZE成員。 |
| 2016   | 短今胡馨儀Sammie   | 1991/09/23 | 173  | 處女座 | 23       | 喜歡彭政閔，正好是23號出生，所以選23為背號，希望像恰哥一樣是個標杆人物。                          | 1.中職啦啦隊小巨人。2.前SBL啦啦隊Free Girl成員(2015年)。3.2016年PS人氣王票選與峮峮同時獲選為「新人王」。4.2018年曾擔任Passion Sisters隊長。5.2023年亞洲職棒冠軍爭霸賽應援啦啦隊成員。6.2023年世界棒球經典賽經典女孩成員。7.2024年世界棒球12強賽啦啦隊Premier 12 STARS成員。8.2026年世界棒球經典賽資格賽啦啦隊CT AMAZE成員。                                               |
| 2016   | 希希Natsuki        | 1994/08/05 | 168  | 獅子座 | 1        | 希希名字諧音相近所以選1為背號。                                                                   | 1.中信兄弟Twitch實習主播。2.2019年與同為PS隊員的「短今」聯合製作Youtube節目旅行少女。 |
| 2017   | 小安廖加惠Ann      | 1987/10/03 | 168  | 天秤座 | 3        | 3號自己生日，常夢到希望隊友不要緊張，所以3就是OK沒問題（だいじょうぶ）（Daijobu）不要緊張的意思。 | 1.PS最佳隊長。2.前金門酒廠啦啦隊成員(2011－2012年)。3.前台灣啤酒啦啦隊成員(2015－2016年)。4.三妹是前Fubon Angels廖姍姍，四妹是鋼鐵女神雅典娜的廖心恩。 |
| 2017   | 白白陳蔓華White    | 1989/01/16 | 163  | 摩羯座 | 16       | 16號為生日，16號為喜歡球員周思齊背號，所以選16為背號。                                            | 1.2015年擔任統一7-ELEVEn獅勝利女神。2.有「護童女神」之稱。3.曾任玖壹壹舞者，在台中開設舞蹈教室。4.2022年起擔任新北中信特攻舞台總監。5.2025年起擔任中信兄弟舞蹈總監。 |
| 2017   | 波波陳柏蓉Bobo     | 1991/07/15 | 168  | 巨蟹座 | 88       | 波波諧音是88，所以選88，祝大家發發。                                                              | 1.前新北裕隆啦啦隊成員。2.原宏將多利安新人。 |
| 2017   | 晴兒薛晴Sunny      | 1993/03/27 | 168  | 白羊座 | 72       | 72是晴兒，晴兒是72，72在古時候是很幸運數字，所以希望72帶給中信兄弟滿滿連霸。                      | 1.PS康樂股長。2.原宏將多利安新人人氣票選亞軍入行。3.擁有間電商公司-好心晴購物的老闆娘 |
| 2019   | 畇二曲霖達Yuner    | 1993/03/01 | 162  | 雙魚座 | 22       | 名字有二讓大家好記，所以選22為背號，同時是幸運數字也是爺爺生日。                                  | 1.舞團O2 GIRL氧氣女孩成員。2.2022年擔任全明星運動會第四季藍隊經理。3.女團選秀節目炸裂吧！女孩黃隊(Sparkle)成員。4.2026年世界棒球經典賽資格賽啦啦隊CT AMAZE成員。 |
| 2020   | 尹樂林忻怡Julia    | 1991/07/10 | 169  | 巨蟹座 | 49       | 49與名字有諧音，因而選49為背號。                                                                  | 1.2020年加入，2022年開季前離隊，2023年再次回歸。2.前統一7-ELEVEn獅啦啦隊Uni Girls成員(2016年)。3.前富邦悍將、臺北富邦勇士啦啦隊Fubon Angels成員(2017－2018年)。4.舊藝名為Julie。 |
| 2021   | 妮可楊昀蓁Nicole   | 1995/06/29 | 168  | 巨蟹座 | 6        | 6月出生，6是幸運數字所以選6為背號，希望把這份幸運帶給中信兄弟一直六六六下去拿到三連霸。           | 1.PS現任隊長。2.2023年世界棒球經典賽經典女孩成員。3.前統一7-ELEVEn獅啦啦隊Uni Girls成員(2017－2020年)、隊長(2020年)。4.前台灣啤酒啦啦隊成員。5.2023年亞洲職棒冠軍爭霸賽應援啦啦隊成員。6.2024年世界棒球12強賽啦啦隊CT AMAZE成員。 |
| 2022   | 盈瑩郭盈瑩Dora     | 1992/03/29 | 162  | 牡羊座 | 33       | 阿嬤生日是3月3號所以選33為背號，獻給在天上的阿嬤。                                                | 1.前義大犀牛啦啦隊Rhino Angels成員(2016年)。2.前富邦悍將、臺北富邦勇士啦啦隊Fubon Angels成員(2018－2021年)。 |
| 2022   | 林可陳玟伶Link     | 1995/04/12 | 162  | 牡羊座 | 12       | 4月12號出生，所以選12為背號，祝中信兄弟123連霸。                                                  | 1.2021年練習生。2.前Lamigo桃猿啦啦隊LamiGirls成員(2017－2018年)。3.舊藝名為紅豆。4.2019年-2021年魔競娛樂旗下藝人。5.2026年世界棒球經典賽資格賽啦啦隊CT AMAZE成員。6.2025年亞洲盃資格賽啦啦隊成員。 |
| 2023   | 君白謝君白Pai      | 1991/07/14 | 165  | 巨蟹座 | 7        | 7月出生選7為背號，7這個數字感覺像表演完感謝大家的姿態。                                           | 1.前味全龍啦啦隊Dragon Beauties成員(2019年－2022年)。2.前臺南台鋼獵鷹啦啦隊Wings Girls成員(2021－2022年)。3.前新竹街口攻城獅啦啦隊慕獅女孩成員(2022－2023年)。4.2026年世界棒球經典賽資格賽啦啦隊CT AMAZE成員。 |
| 2023   | 曼容高曼容Manjung  | 1997/02/17 | 168  | 水瓶座 | 18       | 兩年前進啦啦隊就選18為背號，希望提醒自己不要忘記初心。                                            | 1.PS現任副隊長。2.第九屆台灣小姐選美冠軍，並多次代表台灣參加選美比賽。3.前女團選秀節目《菱格世代DD52》雪鑽石成員。4.前新竹街口攻城獅啦啦隊慕獅女孩成員(2021－2023年)、隊長(2021－2023年)。5.2024年世界棒球12強賽啦啦隊CT AMAZE成員。 |
| 2023   | 汶汶王敬汶Jessie   | 1998/02/21 | 170  | 雙魚座 | 21       | 21號為生日日期，希望能帶來好運，在啦啦隊領域發光發熱。                                            | 1.2023/9/9以練習生身份初登場。2.2024/3/19轉為正式成員。 |
| 2023   | 怡琪洪怡琪Ichi     | 1998/05/27 | 170  | 雙子座 | 17       | 名字與17諧音相近，並希望與大家一起走下去。                                                        | 1.2023/9/9以練習生身份初登場。2.2024/3/19轉為正式成員。 |
| 2023   | 小迪冼迪琦Dickie   | 1999/02/13 | 165  | 水瓶座 | 48       | 48(代表AKB48 Team TP)是來到臺灣遇見、認識大家的契機，因此選48為背號。                             | 1.前女子偶像團體AKB48 Team TP成員(2018－2023年)。2.2023/9/9以練習生身份初登場。3.2024/3/19轉為正式成員。4.2024年世界棒球12強賽啦啦隊Premier 12 STARS成員。 |
| 2023   | 沛婕謝儀諪Peijie   | 1999/04/21 | 162  | 金牛座 | 27       | 27有愛的涵義，因此喜歡這個數字並做為背號。                                                        | 1.前桃園雲豹 / 桃園永豐雲豹啦啦隊電豹女成員(2021－2023年)。2.2023/9/8以練習生身份初登場。3.2024/3/19轉為正式成員。4.舊藝名為儀諪。 |
| 2023   | 葉昕爰Wendy        | 2001/01/10 | 164  | 摩羯座 | 36       | 36為幸運數字所以選36為背號，希望球隊能順順利利。                                                  | 1.前新竹街口攻城獅啦啦隊慕獅女孩成員(2021－2023年)。2.2023/9/8以練習生身份初登場。3.2024/3/19轉為正式成員。 |
| 2023   | 夏蕾林又橙Abby     | 2001/10/25 | 162  | 天蠍座 | 2        | 2是幸運數字，中信兄弟就像是自己的第二個家。                                                       | 1.前女團選秀節目《菱格世代DD52》冠軍團G.O.F成員。2.舊藝名為艾比。3.2023/9/8以練習生身份初登場。4.2024/3/19轉為正式成員。 |
| 2024   | 少鹽翁唯祐Yenyen   | 1999/02/09 | 160  | 水瓶座 | 29       | 生日為2月9號，所以選29為背號。                                                                    | 1.前福爾摩沙台新夢想家啦啦隊Formosa Sexy成員(2021－2023年)。2.2025年亞洲盃資格賽啦啦隊成員。 |
| 2024   | 李丹妃이단비Danbi  | 1989/03/08 | 170  | 雙魚座 | 24       | 啦啦隊生涯第一年到臺灣發展，因此以2024年的24作為背號。                                            | 1.首批韓國籍成員。2.前NC恐龍啦啦隊成員(2015年)。3.前樂天巨人啦啦隊成員(2018－2023年)。4.2026年世界棒球經典賽資格賽啦啦隊CLASSIC STARS成員。 |
| 2024   | 邊荷律변하율Hayul  | 1999/03/04 | 164  | 雙魚座 | 34       | 生日為3月4號，所以選34為背號。                                                                    | 1.首批韓國籍成員。2.前培證英雄啦啦隊成員(2019年)。3.前起亞虎啦啦隊成員(2022－2023年)。4.2026年世界棒球經典賽資格賽啦啦隊CLASSIC STARS成員。 |
| 2025   | 牛奶王儷潔Milk     | 1993/11/25 | 160  | 射手座 | 25       | 生日為25號，另外也認為2代表團結，5代表有無限的可能，所以選25為背號。                              | 1.前福爾摩沙台新夢想家啦啦隊Formosa Sexy成員(2020－2022年)。2.前臺中太陽啦啦隊Shiny Girls隊長(2022－2023年)。3.前台啤永豐雲豹啦啦隊電豹女成員(2023－2024年)。4.2024/9/26以預備成員身份初登場。5.2025/3/17轉為正式成員。 |
| 2025   | 芊芊王芊茵Angel    | 2000/05/12 | 158  | 金牛座 | 20       | 千禧年出生，加上20諧音有愛你的意思，所以選20為背號。                                              | 1.前福爾摩沙台新夢想家啦啦隊Formosa Sexy成員(2020－2023年)。2.2024/9/27以預備成員身份初登場。3.2025/3/17轉為正式成員。 |
| 2025   | 衣宸蔡衣宸Angelia  | 2002/04/17 | 164  | 牡羊座 | 00       | 來到新環境希望能夠從0開始學習表現，所以選00為背號。                                               | 1.伊林娛樂旗下成員。2.伊林璀璨之星第9屆花漾少女的亞軍。3.前新竹御頂攻城獅啦啦隊慕獅女孩成員(2023－2024年)。4.2024/9/26以預備成員身份初登場。5.2025/3/17轉為正式成員。 |
| 2025   | 瑄郭如瑄Jennifer   | 2006/07/05 | 163  | 巨蟹座 | 75       | 生日為7月5號，所以選75為背號。                                                                    | 1.本身為兄弟球迷，多次被洲際導播捕捉到跳應援舞的畫面，而有洲際三本柱的稱號。2.PS隊史首位以18歲年齡加入團隊。3.2024/9/26以預備成員身份初登場。4.2025/3/17轉為正式成員。 |
| 2025   | 莎莎張家綾Alisa    | 2002/05/05 | 167  | 金牛座 | 8        | 前職籃時期就選擇8號，所以就選擇繼續延用。                                                         | 1.前福爾摩沙夢想家啦啦隊Formosa Sexy成員(2020－2024年)。2.前女團選秀節目《菱格世代DD52》雪鑽石成員。3.為女團選秀節目炸裂吧！女孩紫隊（Purpiebomb）成員。4.2024/9/26以預備成員身份初登場。5.2025/3/17轉為正式成員。 |
| 2025   | 維尼鄭㚥晅Winnie   | 2000/02/17 | 161  | 水瓶座 | 10       | 10與名字諧音，同時也是第一個背號，所以選10為背號。                                                | 1.第43屆瓊斯盃中華白啦啦隊成員。2.2024/9/26以預備成員身份初登場。3.2025/3/17轉為正式成員。 |
| 2025   | 璇璇林宛璇Wendy    | 1999/06/24 | 174  | 巨蟹座 | 66       | 生日為6月加上日期2+4=6，也希望未來能夠六六大順，因此選66為背號。                                  | 1.前伊林娛樂模特兒。2.前女團選秀節目《菱格世代DD52》雪鑽石成員。3.前台啤永豐雲豹啦啦隊電豹女成員(2021－2024年)。4.前PSG Talon啦啦隊塔龍女孩成員(2024年)。5.2024/9/26以預備成員身份初登場。6.2025/3/17轉為正式成員。 |
| 2025   | 桃子菊池桃子Momoko | 1998/01/05 | 165  | 魔羯座 | 11       | 其中一個1代表讀賣巨人的自己，另一個1代表中信兄弟的自己，兩邊結合希望能成為台日之間的橋樑。        | 1.16年新體操經驗。2.前讀賣巨人啦啦隊VENUS成員(2020－2023年)。 |
| 2025   | 金渡兒김도아DoA    | 1994/12/24 | 167  | 魔羯座 | 99       | 背號從之前的88改為99，期許自己更上一層樓。                                                        | 1.目前同步為SSG登陸者啦啦隊成員。2.2024年世界棒球12強賽跟隨韓國國家隊首度來台應援。3.前臺北富邦勇士啦啦隊Fubon Angels成員(2024－2025年)。4.2026年世界棒球經典賽資格賽啦啦隊CLASSIC STARS成員。 |
| 2025   | JJUBI박선주JJUBI   | 1997/01/29 | 167  | 水瓶座 | 98       | 與JJUBI發音相似，所以選98為背號。                                                                 | 1.前樂天巨人啦啦隊成員(2020－2021年)。2.前NC恐龍啦啦隊成員(2022－2023年)。3.曾擔任桃園璞園領航猿啦啦隊Pilots Crew限定應援嘉賓。4.2026年世界棒球經典賽資格賽啦啦隊CLASSIC STARS成員。 |

### 離隊成員
- 管理團隊

| 年份      | 職稱     | 藝名 | 本名   | 英文 | 生日 | 專屬背號 | 備註 |
| 2017-2025 | 舞蹈總監 | 蘇莉 | 蔡思莉 | Suli |      |          | 2017年起擔任舞蹈總監，2025年開季前離隊。前La New熊啦啦隊La New Girls成員(2006－2009年)。前Lamigo桃猿啦啦隊LamiGirls舞蹈總監(2010－2016年)。 |

- 過去成員

| 離隊年 | 藝名本名英文       | 出生年月日 | 專屬背號 | 背號意義                                                     | 備註 |
| 2015   | 芷盈陳芷盈Aimee    | 1986/06/18 | 不適用   | 不適用                                                       | 2014年加入，2015年開季前離隊。 |
| 2015   | 姿毓黃姿毓Laure    | 1986/09/28 | 不適用   | 不適用                                                       | 1.2014年加入，2015年開季前離隊。2.2016年1月接任宏將多利安副總監與Passion Sisters經紀人，於2017年開季前離開該團隊。3.2017年起擔任Fubon Angels團隊總監。2018年起轉任富邦悍將行銷部4.2019年起轉任富邦勇士行銷部，2022年同時兼任演藝事業部部長5.2024年離開富邦,成立首湛創意。 |
| 2016   | 思妮鄭思妮Sonya    | 1988/10/03 | 不適用   | 不適用                                                       | 2014年5月2日公布加入，2016年開季前離隊。 |
| 2016   | 寶兒曹纁曖Tsaoboa  | 1986/05/09 | 不適用   | 不適用                                                       | 1.2014年曾為電玩宅速配主持人。2.2015年加入，2016年開季前離隊，2018年下半季有回來代過班。3.已更名纁曖轉型為Twitch實況主。4.2020-2021為樂天桃猿啦啦隊樂天女孩成員。5.2021年為台灣啤酒英熊啦啦隊小調啤成員。6.2023年離開小調啤，並更名為羚安。                               |
| 2017   | 優格余佳窈Yogogo   | 1988/02/11 | 不適用   | 不適用                                                       | 2013年(象漾女孩時期)加入，2017年開季前離隊。 |
| 2017   | 豆芽林裕庭Sandy    | 1988/10/04 | 不適用   | 不適用                                                       | 1.2015年加入，2017年開季前離隊。2.前富邦悍將、臺北富邦勇士啦啦隊Fubon Angels2017年-2018年成員。3.前網路電視麥卡貝「爪TV」2020年-2021年主持人。 |
| 2017   | 東東簡妤芯Dong     | 1987/06/09 | 不適用   | 不適用                                                       | 1.2013年(象漾女孩時期)加入，2014年新球團重選啦啦隊員無加入，於2015年再次加入，2017年開季前離隊。2.2017年成為富邦悍將、臺北富邦勇士啦啦隊Fubon Angels成員。 |
| 2017   | 壯壯沈立心Ula      | 1991/08/12 | 不適用   | 不適用                                                       | 1.2013年(象漾女孩時期)加入，2017年開季前離隊。2.前網路電視麥卡貝「爪TV」2018年-2020年主持人。3.2021年成為樂天桃猿應援團團長。 |
| 2018   | 阿丹陳儀栴Yizzy    | 1994/04/21 | 不適用   | 不適用                                                       | 2016年加入，2018年開季前離隊。 |
| 2018   | 綺綺陳冠綺Chichi   | 1994/10/04 | 不適用   | 不適用                                                       | 1.2017年加入，2018年開季前離隊。2.為統一7-ELEVEn獅球星陳傑憲的老婆。3.2013年-2016年為義大犀牛Rhino Angels成員 |
| 2019   | 皮皮黃莉茹Leila    | 1987/08/09 | 不適用   | 不適用                                                       | 1.2014年加入，2019年開季前離隊。2.有"PS萬人迷"之稱。 |
| 2020   | 璇璇呂沛璇Zera     | 1992/10/18 | 不適用   | 不適用                                                       | 1.2017年加入，2018年開季前離隊，2019年再次加入，2020年開季前離隊。2.曾經參與過歌唱節目金牌麥克風。3.前台灣啤酒籃球隊啦啦隊2015-2016年成員。4.姊姊是重機女神呂艾兒，表妹是樂天女孩陳伊。                                                                                   |
| 2021   | 嵐蒂廖珮絲Landy    | 1993/11/19 | 不適用   | 不適用                                                       | 2016年加入，2021年開季前離隊。 |
| 2022   | 粿粿江瑋琳Meigo    | 1994/08/03 | 不適用   | 不適用                                                       | 1.2019年加入，2022年開季前離隊。2.全明星運動會第1-3季紅隊經理 |
| 2023   | 笑笑王媁萁Smile    | 1991/04/16 | 不適用   | 不適用                                                       | 1.2016年加入，2023年開季前離隊。2.有PS音樂才女之稱。 |
| 2023   | 松鼠魏慈慧Squirrel | 1992/05/18 | 不適用   | 不適用                                                       | 1.2019年加入，2023年開季前離隊。2.前Fubon Angels2017－2018年成員。 |
| 2023   | 李湲李湲媃Queenie  | 1995/11/02 | 不適用   | 不適用                                                       | 1.2021年練習生，2022年加入，2023年開季前離隊。2.原宏將多利安簽約之成員，曾參與過DD52選秀節目。3.曾為北體校花，當時藝名小棉(羅淳茹)。 |
| 2024   | 沛祺黃沛祺Peggy    | 1995/01/05 | 15       | 1月5號出生，以往都是以15當做幸運數字，希望今年能幸運一整年。 | 1.2017年加入，2024年開季前離隊。2.2023年世界棒球經典賽經典女孩成員。3.前義大犀牛啦啦隊Rhino Angels成員(2014－2016年)。 |

### 歷任隊長與副隊長
| 年份 | 隊長 | 副隊長 | 備註 |
| 2014 | 壯壯 | 姿毓   |      |
| 2015 | 壯壯 | 思妮   |      |
| 2016 | 壯壯 | 嵐蒂   |      |
| 2017 | 貴貴 | 嵐蒂   |      |
| 2018 | 短今 | 小安   |      |
| 2019 | 小安 | 沛祺   |      |
| 2020 | 小安 | 沛祺   |      |
| 2021 | 小安 | 沛祺   |      |
| 2022 | 小安 | 沛祺   |      |
| 2023 | 小安 | 沛祺   |      |
| 2024 | 小安 | 妮可   |      |
| 2025 | 妮可 | 曼容   |      |

## 單曲
- 《蹦蹦跳》，2015年3月
- 《美麗的執著》，2016年9月[13]
- 《閃亮之星》，2017年8月
- 《Kiss Me》，2018年9月
- 《Look at me》，2019年7月
- 《Passion Sisters》，2020年9月
- 《一球入魂》，2022年8月
- 《We Can》，2023年10月
- 《Go! Passion Go!》，2024年9月

## 備註
1. ↑  官方SNS公告
2. ↑  官方頻道發佈會直播
3. ↑  僅於球隊領先／勝利時才出場；不屬於Uni Girls編制。
4. ↑  僅於球隊領先／勝利時才出場；不屬於Uni Girls編制。

## 外部連結
- 官方网站
- Passion Sisters的Facebook專頁
- Passion Sisters的Instagram帳戶
- YouTube上的Passion Sisters頻道（宏將多利安）
- YouTube上的Passion Sisters頻道